# Ligue des nations de la CONCACAF 2022-2023
Navigation
Édition 2019-2020 Édition 2023-2024
La Ligue des nations de la CONCACAF 2022-2023 est la deuxième édition de la Ligue des nations organisée par la Confédération de football d'Amérique du Nord, d'Amérique centrale et des Caraïbes. Elle oppose les équipes nationales masculines des 41 associations membres lors d'une phase de groupes avancée, en raison de la Coupe du monde 2022, du 2 juin 2022 au 28 mars 2023 et une phase finale en juin 2023.

## Format
Le format de la compétition est identique à l'édition précédente. Ainsi :
- Les 41 associations membres de la CONCACAF participent à la compétition ;
- Les équipes sont réparties en trois ligues, A-B-C, en fonction de leurs performances lors de la phase de groupe de la Ligue des nations 2020-2021. La répartition est la suivante :
  - Douze équipes en Ligue A (les 8 meilleures équipes de la Ligue A 2019-2020 + 4 promues de Ligue B) ;
  - Seize équipes en Ligue B (les 4 équipes reléguées de la Ligue A 2019-2020 + 8 équipes non promues de la Ligue B + 4 promues de Ligue C) ;
  - Treize équipes en Ligue C (les 4 équipes reléguées de la Ligue B 2019-2020 + 9 équipes non promues de la Ligue C) ;
- La Ligue A est divisée en quatre groupes de trois équipes. La Ligue B est divisée en quatre groupes de quatre équipes. La Ligue C est divisée en un groupe de quatre et trois groupes de trois équipes.
- Les quatre vainqueurs de groupes de la Ligue A sont qualifiés pour la phase finale de la Ligue des nations, qui a lieu en juin 2023, avec deux demi-finales, un match pour la troisième place et une finale. Un pays hôte sera désigné par la CONCACAF parmi les équipes finalistes ;
- Les équipes sont également soumises à un système de promotion et de relégation à une division supérieure ou inférieure. Dans la ligue A, les quatre dernières équipes de chaque groupe sont reléguées. Dans la ligue B, les quatre gagnants de chaque groupe sont promus, tandis que les dernières équipes de chaque groupe sont reléguées. Dans la ligue C, les quatre gagnants de chaque groupe sont promus. Mais avec le changement de format pour l'édition 2023-2024, les relégations sont annulées.

## Calendrier
Le calendrier de la phase de groupes de la Ligue des nations est annoncé par la CONCACAF le 6 avril 2022. La deuxième édition de la compétition début lors de la fenêtre internationale de juin 2022 avec 68 matches de la phase de groupes, suivis de 34 en mars 2023.
| Nom                                             | Tirage au sort     | Date                          | Date                           | Équipes participantes |
| ----------------------------------------------- | ------------------ | ----------------------------- | ------------------------------ | --------------------- |
| Phase de groupes (2022-2023)                    |                    |                               |                                |                       |
| Journées 1 et 2 Journées 3 et 4 Journées 5 et 6 | 4 avril 2022 Miami | 2-4 juin 9-11 juin 23-25 mars | 5-7 juin 12-14 juin 26-28 mars | 41                    |
| Phase finale (2023)                             |                    |                               |                                |                       |
| Demi-finales                                    | 15 au 18 juin 2023 | 15 au 18 juin 2023            | 15 au 18 juin 2023             | 4                     |
| 3e place                                        | 15 au 18 juin 2023 | 15 au 18 juin 2023            | 15 au 18 juin 2023             | 2                     |
| Finale                                          | 15 au 18 juin 2023 | 15 au 18 juin 2023            | 15 au 18 juin 2023             | 2                     |

## Participants
Les 41 associations membres de la CONCACAF prennent part à la Ligue des nations 2022-2023.
- Anguilla
- Antigua-et-Barbuda
- Aruba
- Bahamas
- Barbade
- Belize
- Bermudes
- Bonaire
- Îles Caïmans
- Canada
- Costa Rica
- Cuba
- Curaçao
- Dominique
- États-Unis
- Grenade
- Guadeloupe
- Guatemala
- Guyana
- Guyane
- Haïti
- Honduras
- Îles Vierges britanniques
- Îles Vierges des États-Unis
- Jamaïque
- Martinique
- Mexique
- Montserrat
- Nicaragua
- Panama
- Porto Rico
- République dominicaine
- Saint-Christophe-et-Niévès
- Saint-Martin
- Saint-Vincent-et-les-Grenadines
- Sainte-Lucie
- Salvador
- Sint Maarten
- Suriname
- Trinité-et-Tobago
- Îles Turques-et-Caïques

## Ligues

### Composition des ligues

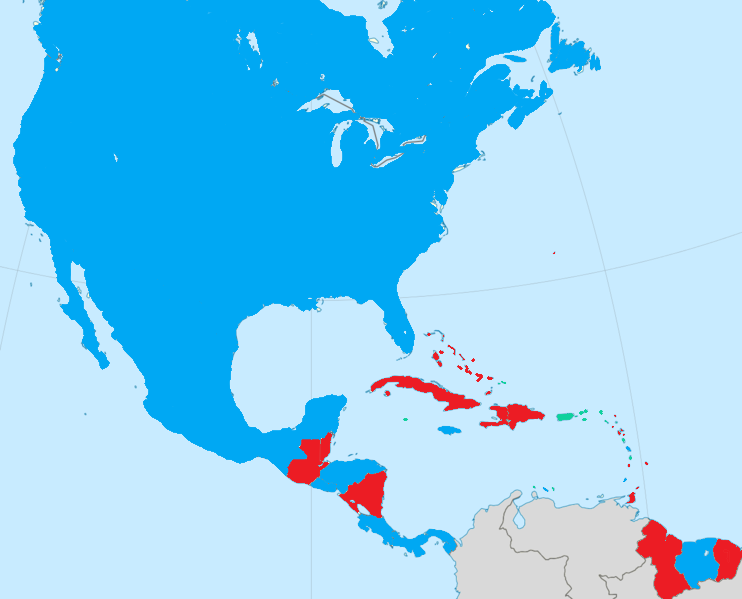
Carte de la répartition des ligues.
Équipe prenant part à la Ligue A
Équipe prenant part à la Ligue B
Équipe prenant part à la Ligue C

| Ligue A    | Ligue A | Ligue A    |
| Équipe     | Coeff   | Classement |
| ---------- | ------- | ---------- |
| Mexique    | 2,020   | 1          |
| États-Unis | 1,917   | 2          |
| Canada     | 1,821   | 3          |
| Costa Rica | 1,805   | 4          |
| Panama     | 1,624   | 5          |
| Jamaïque   | 1,471   | 6          |
| Salvador   | 1,359   | 9          |
| Honduras   | 1,390   | 10         |
| Martinique | 1,252   | 11         |
| Curaçao    | 1,249   | 12         |
| Suriname   | 1,089   | 15         |
| Grenade    | 834     | 25         |

| Ligue B                         | Ligue B | Ligue B    |
| Équipe                          | Coeff   | Classement |
| ------------------------------- | ------- | ---------- |
| Haïti                           | 1,432   | 7          |
| Guatemala                       | 1,417   | 8          |
| Trinité-et-Tobago               | 1,232   | 13         |
| Cuba                            | 1,096   | 14         |
| Guyane                          | 1,030   | 16         |
| Guadeloupe                      | 1,011   | 17         |
| Nicaragua                       | 986     | 18         |
| Bermudes                        | 973     | 19         |
| Antigua-et-Barbuda              | 953     | 20         |
| Guyana                          | 924     | 21         |
| République dominicaine          | 872     | 23         |
| Saint-Vincent-et-les-Grenadines | 865     | 24         |
| Belize                          | 795     | 26         |
| Montserrat                      | 767     | 27         |
| Barbade                         | 674     | 31         |
| Bahamas                         | 538     | 33         |

| Ligue C                     | Ligue C | Ligue C    |
| Équipe                      | Coeff   | Classement |
| --------------------------- | ------- | ---------- |
| Saint-Christophe-et-Niévès  | 910     | 22         |
| Porto Rico                  | 725     | 28         |
| Bonaire                     | 718     | 29         |
| Sainte-Lucie                | 709     | 30         |
| Dominique                   | 625     | 32         |
| Aruba                       | 528     | 34         |
| Îles Caïmans                | 512     | 35         |
| Îles Turques-et-Caïques     | 448     | 36         |
| Saint-Martin                | 381     | 37         |
| Sint Maarten                | 296     | 38         |
| Îles Vierges des États-Unis | 246     | 39         |
| Anguilla                    | 218     | 40         |
| Îles Vierges britanniques   | 152     | 41         |

- Équipe prenant part à la Ligue A
- Équipe prenant part à la Ligue B
- Équipe prenant part à la Ligue C

### Ligue A

#### Phase de groupes
Légende des classements
- Qualification pour la phase finale et la Gold Cup 2023
- Qualification pour la Gold Cup 2023
- Qualification pour les éliminatoires de la Gold Cup 2023

##### Groupe A
| Rang | Équipe     | Pts | J | G | N | P | Bp | Bc | Diff |  | Résultats (▼ dom., ► ext.) |     |     |     |
| ---- | ---------- | --- | - | - | - | - | -- | -- | ---- |  | -------------------------- | --- | --- | --- |
| 1    | Mexique    | 8   | 4 | 2 | 2 | 0 | 8  | 3  | +5   |  | Mexique                    |     | 2-2 | 3-0 |
| 2    | Jamaïque P | 6   | 4 | 1 | 3 | 0 | 7  | 5  | +2   |  | Jamaïque P                 | 1-1 |     | 3-1 |
| 3    | Suriname P | 1   | 4 | 0 | 1 | 3 | 2  | 9  | -7   |  | Suriname P                 | 0-2 | 1-1 |     |

##### Groupe B
| Rang | Équipe     | Pts | J | G | N | P | Bp | Bc | Diff |  | Résultats (▼ dom., ► ext.) |     |     |     |
| ---- | ---------- | --- | - | - | - | - | -- | -- | ---- |  | -------------------------- | --- | --- | --- |
| 1    | Panama     | 10  | 4 | 3 | 1 | 0 | 8  | 0  | +8   |  | Panama                     |     | 2-0 | 5-0 |
| 2    | Costa Rica | 6   | 4 | 2 | 0 | 2 | 4  | 4  | 0    |  | Costa Rica                 | 0-1 |     | 2-0 |
| 3    | Martinique | 1   | 4 | 0 | 1 | 3 | 1  | 9  | -8   |  | Martinique                 | 0-0 | 1-2 |     |

##### Groupe C
| Rang | Équipe   | Pts | J | G | N | P | Bp | Bc | Diff |  | Résultats (▼ dom., ► ext.) |     |     |     |
| ---- | -------- | --- | - | - | - | - | -- | -- | ---- |  | -------------------------- | --- | --- | --- |
| 1    | Canada   | 9   | 4 | 3 | 0 | 1 | 11 | 3  | +8   |  | Canada                     |     | 4-1 | 4-0 |
| 2    | Honduras | 6   | 4 | 2 | 0 | 2 | 5  | 7  | -2   |  | Honduras                   | 2-1 |     | 1-2 |
| 3    | Curaçao  | 3   | 4 | 1 | 0 | 3 | 2  | 8  | -6   |  | Curaçao                    | 0-2 | 0-1 |     |

##### Groupe D
| Rang | Équipe       | Pts | J | G | N | P | Bp | Bc | Diff |  | Résultats (▼ dom., ► ext.) |     |     |     |
| ---- | ------------ | --- | - | - | - | - | -- | -- | ---- |  | -------------------------- | --- | --- | --- |
| 1    | États-Unis T | 10  | 4 | 3 | 1 | 0 | 14 | 2  | +12  |  | États-Unis T               |     | 1-0 | 5-0 |
| 2    | Salvador P   | 5   | 4 | 1 | 2 | 1 | 6  | 5  | +1   |  | Salvador P                 | 1-1 |     | 3-1 |
| 3    | Grenade P    | 1   | 4 | 0 | 1 | 3 | 4  | 17 | -13  |  | Grenade P                  | 1-7 | 2-2 |     |

#### Phase finale de la Ligue des nations

##### Classement
Les quatre équipes sont classées en fonction de leurs résultats en phase de groupes pour déterminer les affrontements en demi-finale. La première tête de série joue la quatrième tête de série et la deuxième tête de série joue la troisième tête de série
| Rang | Équipe     | Pts | J | G | N | P | Bp | Bc | Diff |
| ---- | ---------- | --- | - | - | - | - | -- | -- | ---- |
| 1    | États-Unis | 10  | 4 | 3 | 1 | 0 | 14 | 2  | +12  |
| 2    | Panama     | 10  | 4 | 3 | 1 | 0 | 8  | 0  | +8   |
| 3    | Canada     | 9   | 4 | 3 | 0 | 1 | 11 | 3  | +8   |
| 4    | Mexique    | 8   | 4 | 2 | 2 | 0 | 8  | 3  | +5   |

##### Tableau
|  | Demi-finales                              | Demi-finales                              | Demi-finales                              | Demi-finales                              |                               |            | Finale                                    | Finale                                    | Finale                                    | Finale                                    |
|  |                                           |                                           |                                           |                                           |                               |            |                                           |                                           |                                           |                                           |
|  | 15 juin 2023, Allegiant Stadium, Paradise | 15 juin 2023, Allegiant Stadium, Paradise | 15 juin 2023, Allegiant Stadium, Paradise | 15 juin 2023, Allegiant Stadium, Paradise |                               |            | 18 juin 2023, Allegiant Stadium, Paradise | 18 juin 2023, Allegiant Stadium, Paradise | 18 juin 2023, Allegiant Stadium, Paradise | 18 juin 2023, Allegiant Stadium, Paradise |
|  | États-Unis                                | États-Unis                                | 3                                         | 3                                         |                               |            | 18 juin 2023, Allegiant Stadium, Paradise | 18 juin 2023, Allegiant Stadium, Paradise | 18 juin 2023, Allegiant Stadium, Paradise | 18 juin 2023, Allegiant Stadium, Paradise |
|  | États-Unis                                | États-Unis                                | 3                                         | 3                                         |                               |            | 18 juin 2023, Allegiant Stadium, Paradise | 18 juin 2023, Allegiant Stadium, Paradise | 18 juin 2023, Allegiant Stadium, Paradise | 18 juin 2023, Allegiant Stadium, Paradise |
|  | Mexique                                   | Mexique                                   | 0                                         | 0                                         |                               |            | 18 juin 2023, Allegiant Stadium, Paradise | 18 juin 2023, Allegiant Stadium, Paradise | 18 juin 2023, Allegiant Stadium, Paradise | 18 juin 2023, Allegiant Stadium, Paradise |
|  | Mexique                                   | Mexique                                   | 0                                         | 0                                         | États-Unis                    | États-Unis | 2                                         | 2                                         |                                           |                                           |
|  | 15 juin 2023, Allegiant Stadium, Paradise |                                           |                                           |                                           | États-Unis                    | États-Unis | 2                                         | 2                                         |                                           |                                           |
|  |                                           |                                           | Canada                                    | Canada                                    | 0                             | 0          |                                           |                                           |                                           |                                           |
|  | Panama                                    | Panama                                    | Canada                                    | Canada                                    | 0                             | 0          | 0                                         | 0                                         |                                           |                                           |
|  | Panama                                    | Panama                                    |                                           |                                           |                               |            |                                           | 0                                         |                                           |                                           |
|  | Canada                                    | Canada                                    | 2                                         | 2                                         |                               |            |                                           |                                           |                                           |                                           |
|  | Canada                                    | Canada                                    | 2                                         | 2                                         | Match pour la troisième place |            |                                           |                                           |                                           |                                           |
|  |                                           |                                           |                                           |                                           |                               |            |                                           |                                           |                                           |                                           |
|  | 18 juin 2023, Allegiant Stadium, Paradise |                                           |                                           |                                           |                               |            |                                           |                                           |                                           |                                           |
|  | Mexique                                   | Mexique                                   | 1                                         | 1                                         |                               |            |                                           |                                           |                                           |                                           |
|  | Mexique                                   | Mexique                                   | 1                                         | 1                                         |                               |            |                                           |                                           |                                           |                                           |
|  | Panama                                    | Panama                                    | 0                                         | 0                                         |                               |            |                                           |                                           |                                           |                                           |
|  | Panama                                    | Panama                                    | 0                                         | 0                                         |                               |            |                                           |                                           |                                           |                                           |

### Ligue B
Le Nicaragua était initialement qualifié en tant que vainqueur du groupe C de la Ligue B pour la Gold Cup 2023 et également promu en Ligue A pour la prochaine édition, mais a été disqualifié en raison de l'alignement d'un joueur inéligible. La Trinité-et-Tobago, deuxième du groupe C qui s'était initialement qualifié pour les éliminatoires de la Gold Cup 2023 se qualifie directement pour la compétition et est promue en Ligue A. L'Antigua-et-Barbuda récupère la place de la Trinité-et-Tobago dans les éliminatoires en tant que meilleur 3e
Légende des classements
- Disqualification
- Promotion en Ligue A et qualification pour la Gold Cup 2023
- Qualification pour les éliminatoires de la Gold Cup 2023

#### Groupe A
| Rang | Équipe             | Pts | J | G | N | P | Bp | Bc | Diff |  | Résultats (▼ dom., ► ext.) |     |     |     |     |
| ---- | ------------------ | --- | - | - | - | - | -- | -- | ---- |  | -------------------------- | --- | --- | --- | --- |
| 1    | Cuba R             | 15  | 6 | 5 | 0 | 1 | 11 | 3  | +8   |  | Cuba R                     |     | 1-0 | 3-1 | 3-0 |
| 2    | Guadeloupe P       | 9   | 6 | 3 | 0 | 3 | 5  | 5  | 0    |  | Guadeloupe P               | 2-1 |     | 0-1 | 2-1 |
| 3    | Antigua-et-Barbuda | 9   | 6 | 3 | 0 | 3 | 5  | 7  | -2   |  | Antigua-et-Barbuda         | 0-2 | 1-0 |     | 1-2 |
| 4    | Barbade P          | 3   | 6 | 1 | 0 | 5 | 3  | 9  | -6   |  | Barbade P                  | 0-1 | 0-1 | 0-1 |     |

#### Groupe B
| Rang | Équipe     | Pts | J | G | N | P | Bp | Bc | Diff |  | Résultats (▼ dom., ► ext.) |     |     |     |     |
| ---- | ---------- | --- | - | - | - | - | -- | -- | ---- |  | -------------------------- | --- | --- | --- | --- |
| 1    | Haïti R    | 16  | 6 | 5 | 1 | 0 | 22 | 5  | +17  |  | Haïti R                    |     | 6-0 | 3-1 | 3-2 |
| 2    | Guyana     | 10  | 6 | 3 | 1 | 2 | 8  | 14 | -6   |  | Guyana                     | 2-6 |     | 2-1 | 0-0 |
| 3    | Bermudes R | 4   | 6 | 1 | 1 | 4 | 7  | 10 | -3   |  | Bermudes R                 | 0-0 | 0-2 |     | 3-0 |
| 4    | Montserrat | 4   | 6 | 1 | 1 | 4 | 6  | 14 | -8   |  | Montserrat                 | 0-4 | 1-2 | 3-2 |     |

#### Groupe C
| Rang | Équipe                          | Pts | J | G | N | P | Bp | Bc | Diff |  | Résultats (▼ dom., ► ext.)      |     |     |     |     |
| ---- | ------------------------------- | --- | - | - | - | - | -- | -- | ---- |  | ------------------------------- | --- | --- | --- | --- |
| 1    | Nicaragua                       | 14  | 6 | 4 | 2 | 0 | 15 | 5  | +10  |  | Nicaragua                       |     | 2-1 | 4-0 | 4-1 |
| 2    | Trinité-et-Tobago R             | 13  | 6 | 4 | 1 | 1 | 12 | 4  | +8   |  | Trinité-et-Tobago R             | 1-1 |     | 1-0 | 4-1 |
| 3    | Bahamas P                       | 4   | 6 | 1 | 1 | 4 | 2  | 11 | -9   |  | Bahamas P                       | 0-2 | 0-3 |     | 1-0 |
| 4    | Saint-Vincent-et-les-Grenadines | 2   | 6 | 0 | 2 | 4 | 5  | 14 | -9   |  | Saint-Vincent-et-les-Grenadines | 2-2 | 0-2 | 1-1 |     |

#### Groupe D
| Rang | Équipe                 | Pts | J | G | N | P | Bp | Bc | Diff |  | Résultats (▼ dom., ► ext.) |     |     |     |     |
| ---- | ---------------------- | --- | - | - | - | - | -- | -- | ---- |  | -------------------------- | --- | --- | --- | --- |
| 1    | Guatemala P            | 13  | 6 | 4 | 1 | 1 | 11 | 4  | +7   |  | Guatemala P                |     | 4-0 | 2-0 | 2-0 |
| 2    | Guyane                 | 11  | 6 | 3 | 2 | 1 | 8  | 8  | 0    |  | Guyane                     | 2-0 |     | 1-1 | 1-0 |
| 3    | République dominicaine | 8   | 6 | 2 | 2 | 2 | 8  | 7  | +1   |  | République dominicaine     | 1-1 | 2-3 |     | 2-0 |
| 4    | Belize                 | 1   | 6 | 0 | 1 | 5 | 2  | 10 | -8   |  | Belize                     | 1-2 | 1-1 | 0-2 |     |

### Ligue C
Légende des classements
- Promotion en Ligue B et qualification pour les éliminatoires de la Gold Cup 2023

#### Groupe A
| Rang | Équipe                      | Pts | J | G | N | P | Bp | Bc | Diff |  | Résultats (▼ dom., ► ext.)  |     |     |     |     |
| ---- | --------------------------- | --- | - | - | - | - | -- | -- | ---- |  | --------------------------- | --- | --- | --- | --- |
| 1    | Sint Maarten                | 11  | 6 | 3 | 2 | 1 | 19 | 9  | +10  |  | Sint Maarten                |     | 6-1 | 8-2 | 1-1 |
| 2    | Bonaire                     | 10  | 6 | 3 | 1 | 2 | 12 | 11 | +1   |  | Bonaire                     | 2-2 |     | 1-2 | 2-0 |
| 3    | Îles Turques-et-Caïques     | 9   | 6 | 3 | 0 | 3 | 10 | 16 | -6   |  | Îles Turques-et-Caïques     | 2-0 | 1-4 |     | 1-0 |
| 4    | Îles Vierges des États-Unis | 4   | 6 | 1 | 1 | 4 | 5  | 10 | -5   |  | Îles Vierges des États-Unis | 1-2 | 1-2 | 3-2 |     |

#### Groupe B
| Rang | Équipe                       | Pts | J | G | N | P | Bp | Bc | Diff |  | Résultats (▼ dom., ► ext.)   |     |     |     |
| ---- | ---------------------------- | --- | - | - | - | - | -- | -- | ---- |  | ---------------------------- | --- | --- | --- |
| 1    | Saint-Christophe-et-Niévès R | 10  | 4 | 3 | 1 | 0 | 9  | 4  | +5   |  | Saint-Christophe-et-Niévès R |     | 2-0 | 1-1 |
| 2    | Aruba R                      | 4   | 4 | 1 | 1 | 2 | 5  | 5  | 0    |  | Aruba R                      | 2-3 |     | 3-0 |
| 3    | Saint-Martin                 | 2   | 4 | 0 | 2 | 2 | 2  | 7  | -5   |  | Saint-Martin                 | 1-3 | 0-0 |     |

#### Groupe C
| Rang | Équipe         | Pts | J | G | N | P | Bp | Bc | Diff |  | Résultats (▼ dom., ► ext.) |     |     |     |
| ---- | -------------- | --- | - | - | - | - | -- | -- | ---- |  | -------------------------- | --- | --- | --- |
| 1    | Sainte-Lucie R | 12  | 4 | 4 | 0 | 0 | 8  | 2  | +6   |  | Sainte-Lucie R             |     | 3-1 | 2-0 |
| 2    | Dominique R    | 2   | 4 | 0 | 2 | 2 | 2  | 5  | -3   |  | Dominique R                | 0-1 |     | 1-1 |
| 3    | Anguilla       | 2   | 4 | 0 | 2 | 2 | 2  | 5  | -3   |  | Anguilla                   | 1-2 | 0-0 |     |

#### Groupe D
| Rang | Équipe                    | Pts | J | G | N | P | Bp | Bc | Diff |  | Résultats (▼ dom., ► ext.) |     |     |     |
| ---- | ------------------------- | --- | - | - | - | - | -- | -- | ---- |  | -------------------------- | --- | --- | --- |
| 1    | Porto Rico                | 12  | 4 | 4 | 0 | 0 | 17 | 2  | +15  |  | Porto Rico                 |     | 5-1 | 6-0 |
| 2    | Îles Caïmans              | 2   | 4 | 0 | 2 | 2 | 3  | 10 | -7   |  | Îles Caïmans               | 0-3 |     | 1-1 |
| 3    | Îles Vierges britanniques | 2   | 4 | 0 | 2 | 2 | 3  | 11 | -8   |  | Îles Vierges britanniques  | 1-3 | 1-1 |     |

## Classement général
| Rang                                 | Nation     | Parcours  |
| ------------------------------------ | ---------- | --------- |
| Médaille d'or, Amérique du Nord      | États-Unis | Vainqueur |
| Médaille d'argent, Amérique du Nord  | Canada     | Finaliste |
| Médaille de bronze, Amérique du Nord | Mexique    | Troisième |
| 4e                                   | Panama     | Quatrième |

## Promotions
| Promotions | Promotions        | Promotions                 |
| Groupe     | Ligue A ← Ligue B | Ligue B ← Ligue C          |
| ---------- | ----------------- | -------------------------- |
| Groupe A   | Cuba              | Sint Maarten               |
| Groupe B   | Haïti             | Saint-Christophe-et-Niévès |
| Groupe C   | Trinité-et-Tobago | Sainte-Lucie               |
| Groupe D   | Guatemala         | Porto Rico                 |

## Meilleurs buteurs
| Rang | Buteur           | Buts |
| ---- | ---------------- | ---- |
| 1    | Jesús Ferreira   | 4    |
| 2    | Jonathan David   | 3    |
| 2    | Cyle Larin       | 3    |
| 2    | Ricardo Pepi     | 3    |
| 5    | Alphonso Davies  | 2    |
| 5    | Nelson Bonilla   | 2    |
| 5    | Alexander Larín  | 2    |
| 5    | Junior Flemmings | 2    |
| 5    | Édgar Bárcenas   | 2    |
| 5    | Weston McKennie  | 2    |

| Rang | Buteur                 | Buts |
| ---- | ---------------------- | ---- |
| 1    | Carnejy Antoine        | 4    |
| 2    | Arichel Hernández      | 4    |
| 2    | Joel Sarrucco          | 4    |
| 2    | Mondy Prunier          | 4    |
| 5    | Thierry Ambrose        | 3    |
| 5    | Rubio Rubin            | 3    |
| 5    | Omari Glasgow          | 3    |
| 5    | Derrick Etienne        | 3    |
| 5    | Lyle Taylor            | 3    |
| 5    | Matías Moldskred Belli | 3    |
| 5    | Jaime Moreno           | 3    |
| 5    | Ariagner Smith         | 3    |

| Rang | Buteur         | Buts |
| ---- | -------------- | ---- |
| 1    | Gerwin Lake    | 8    |
| 2    | Ricardo Rivera | 6    |
| 3    | Ayrton Cicilia | 5    |
| 4    | Billy Forbes   | 4    |
| 5    | Kurt Frederick | 3    |
| 5    | Junior Paul    | 3    |